# Liparit I Dadiani
Liparit I Dadiani fou mtavari de Mingrèlia del 1414 al 1470. Era fill de Mamia II Dadiani al que va succeir el 1414 amb el suport del rei Alexandre I de Geòrgia “el gran”, i va dominar Svanètia. Es va fer independent el 1466 i va morir el 1470 succeint-lo el seu fill Samsan ed-Daula Dadiani.